# Годзе
Годзе (яп. 瞽女, букв. «сліпі жінки») — групи сліпих або слабкозорих співачок і виконавиць у Японії.

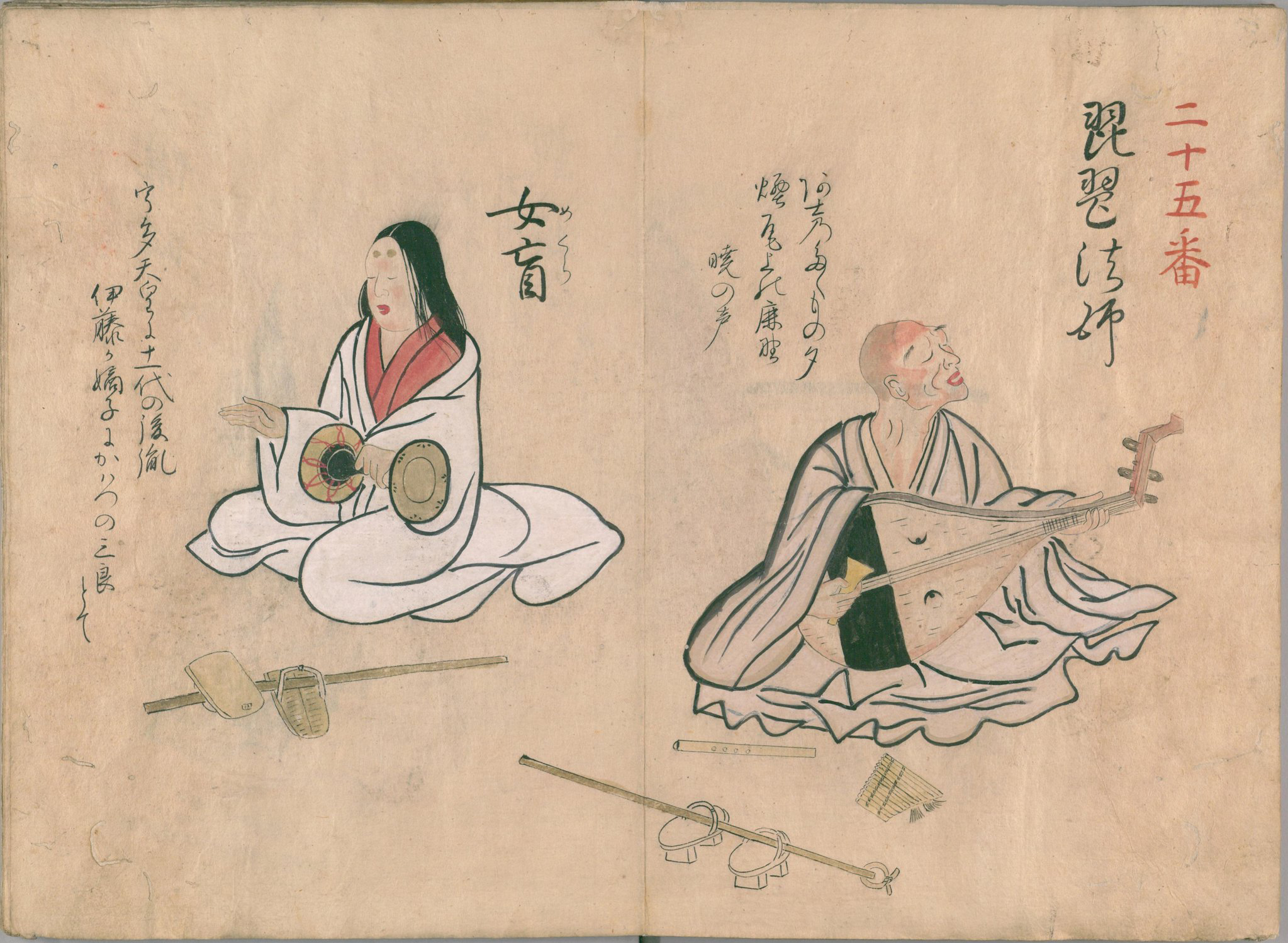
Годзе і біва-хосі

Вважається, що годзе з'явилися в Японії на початку Нового часу (в кінці періоду Муроматі) і були досить численними до середини XX століття, принаймні в регіоні Хокуріку префектури Ніїґата. Традиційними музичними інструментами годзе були сямісен і кокю, вони не тільки грали на них, а й виконували пісні; їх мистецтво було суто вуличним (кадодзуке), а самі вони мандрували різними областями держави. Годзе не мали спеціалізованих шкіл, зазвичай в однієї наставниці навчалося кілька учениць. За деякими даними, годзе могли надавати і сексуальні послуги, однак нині в їхніх громадах це заборонено.
Феномен годзе став сходити нанівець приблизно від 1955 року, але в селах Ніїґати деяка їх кількість зберігається досі. 1970 року пісні й музику годзе включено в список нематеріальної культурної спадщини Японії.